# Frederik Lykke
Frederik Lykke Grann (født 1. april 2004 i Silkeborg) er en cykelrytter fra Danmark, der er på kontrakt hos Beltrami TSA-Tre Colli.

## Karriere
Lykke startede med at køre cykelløb hos den lokale klub Silkeborg IF Cykling. Efter otte år skiftede han fra 2021-sæsonen til klubbens talenthold Team Mascot Workwear på en etårig aftale. Aftalen blev ved sæsonafslutningen forlænget så den også var gældende for 2022.
I oktober 2022 blev det offentliggjort at Frederik Lykke fra 2023 havde lavet en toårig aftale med schweiziske Tudor Pro Cyclings udviklingshold, Tudor Pro Cycling Team U23. Det blev Lykkes første sæson som seniorrytter. Her fik han debut for holdet, og deltagelse i karrierens første seniorløb, den 1. marts 2023, da Lykke stod på startstregen ved det kroatiske UCI Europe Tour-løb Umag Trophy. Da kontrakten med Tudor udløb efter 2024-sæsonen blev den ikke forlænget, og Lykke forlod det schweiziske hold.